# شیدی رکوردز
شیدی رکوردز یک کمپانی ضبط موسیقی آمریکایی است که در ژانر هیپ هاپ فعالیت می‌کند. امینم و مدیر برنامه‌هایش پل روزنبرگ این لیبل را در سال ۱۹۹۹ پس از انتشار آلبوم اسلیم شیدی ال پی تأسیس کردند.
لیبل Shady Records، که توسط امینم تأسیس شده، هنرمندان متعددی را در طول سال‌ها به دنیای موسیقی هیپ‌هاپ معرفی کرده است. آلبوم گردآوری‌شده آنها در سال ۲۰۰۶ با عنوان امینم تقدیم می‌کند: ری-آپ به رتبه ۲ در چارت بیلبورد ۲۰۰ رسید و توانایی‌های هنرمندان این لیبل را به نمایش گذاشت. علاوه بر این، بسیاری از هنرمندان این لیبل در موسیقی متن فیلم ۸ مایل نیز حضور داشتند؛ فیلمی که امینم در آن به ایفای نقش پرداخت و آهنگ خودتو غرق کن از آن، به عنوان اولین آهنگ هیپ‌هاپ برنده جایزه اسکار بهترین آهنگ اورجینال شد.
Shady Records با هنرمندانی چون خود امینم، گروهش یلاولف، دی۱۲, اوبی ترایس، فیفتی سنت، بد میتس ایول، اسلاترهاوس همکاری داشته و پروژه‌های موفقی را منتشر کرده است. در حال حاضر (سال ۲۰۲۵)، لیست هنرمندان این لیبل شامل وست‌ساید بوگی و Ez Mil می‌شود.

## تاریخچه

### شکل‌گیری Shady Records و اولین هنرمندان
پس از انتشار آلبوم اسلیم شیدی ال‌پی توسط امینم، او در اواخر سال ۱۹۹۹ لیبل ضبط خود را تأسیس کرد. امینم به دنبال راهی برای انتشار آثار گروه دی۱۲ بود و پاول روزنبرگ (مدیر برنامه امینم) نیز مشتاق راه‌اندازی یک لیبل بود که این موضوع منجر به همکاری آن‌ها و شکل‌گیری Shady Records شد. مارک لابل از بخش A&R این لیبل، آن را به عنوان "یک لیبل بوتیک با تمام امکانات یک شرکت بزرگ و حمایت کامل اینترسکوپ" تعریف کرده است. دی۱۲ اولین گروهی بود که توسط Shady Records قرارداد بست، زیرا اعضای آن از دهه ۱۹۹۰ با هم رپ می‌خواندند و قولی داده بودند که هر کس موفق شود، بازگردد و بقیه را نیز به لیبل بیاورد. در ژوئن ۲۰۰۱، دی۱۲ آلبوم شب شیطان (آلبوم) را منتشر کرد که به رتبه ۱ در چارت بیلبورد ۲۰۰ رسید و در هفته اول انتشار ۳۷۱٬۰۰۰ نسخه فروش داشت. اوبی ترایس توسط بیزار (عضو دی۱۲) به امینم معرفی شد و امینم او را در ژوئن ۲۰۰۱ به عنوان دومین هنرمند Shady Records قرارداد بست. اوبی ترایس اولین بار با یک قطعه فری‌استایل کمدی در آلبوم "Devil's Night" و آهنگ "Drips" از آلبوم نمایش امینم مورد توجه عمومی قرار گرفت.

### امضای قرارداد با 50 Cent و موفقیت‌های بزرگ
در حین کار بر روی فیلم "۸ مایل"، امینم با فیفتی سنت، رپر آن زمان زیرزمینی، ملاقاتی داشت. امینم میکس‌تیپ فیفتی سنت به نام "Guess Who's Back?" را شنیده بود، آن را به دکتر دره نشان داد و به او فرصت همکاری بر روی این هنرمند را پیشنهاد کرد. فیفتی سنت اولین هنرمند سولو بود که به‌طور همزمان با Shady Records و Aftermath Entertainment قرارداد بست. موسیقی متن فیلم ۸ مایل سومین آلبوم منتشر شده از Shady بود. اولین تک‌آهنگ آن خودتو غرق کن بود که جوایز متعددی را از آن خود کرد و به‌طور غیرمنتظره‌ای برنده جایزه اسکار بهترین آهنگ اورجینال شد، که برای اولین بار یک آهنگ هیپ‌هاپ این جایزه را کسب می‌کرد. دومین تک‌آهنگ "Wanksta" از فیفتی سنت بود که به عنوان یک آهنگ تبلیغاتی منتشر شد و در شهر زادگاه فیفتی سنت محبوبیت زیادی پیدا کرد. در این مدت، امینم با دی‌جی گرین لنترن نیز قراردادی بست که اولین میکس‌تیپ لیبل، "Invasion!"، را در سال ۲۰۰۲ منتشر کرد. او در طول تور "Anger Management" دی‌جی امینم بود.

### اوج‌گیری فیفتی سنت و چالش‌های لیبل
چهارمین انتشار از Shady Records، آلبوم "Get Rich or Die Tryin'" از فیفتی سنت بود که در فوریه ۲۰۰۳ منتشر شد. این آلبوم به سریع‌ترین فروش آلبوم اول در تاریخ ایالات متحده تبدیل شد و در هفته اول ۸۷۲٬۰۰۰ نسخه فروش داشت. پس از آن، آلبوم اول اوبی ترایس، "Cheers"، شش ماه بعد منتشر شد. با وجود موفقیت تجاری، این آلبوم تحت تأثیر موسیقی فیفتی سنت در آن زمان قرار گرفت. در سال ۲۰۰۳، Shady Records درگیر چندین جنجال شد، از جمله درگیری با Murder Inc. که فیفتی سنت و جی-یونیت در آن دخیل بودند، مشکلات مداوم با مالکان قبلی مجله The Source، یعنی بنزینو، و همچنین تشدید مسائل با رپر رویس دا۹'۵، که قبلاً دوست امینم و دی۱۲ بود، تا اینکه در سال ۲۰۱۰ دوباره با هم متحد شدند.

### گسترش Shady Records و فعالیت‌های جدید
نزدیک به پایان سال ۲۰۰۳، امینم و دکتر دره قراردادی مشترک با استت کوو امضا کردند. استت کوو دومین هنرمندی بود که با Shady Records و Aftermath قرارداد بست. سال بعد شاهد انتشار دومین آلبوم دی۱۲ با نام "دی۱۲ World" بود. همچنین، در سال ۲۰۰۴، امینم و روزنبرگ وارد یک سرمایه‌گذاری با رادیوی ماهواره‌ای سیریوس شدند که منجر به پخش ایستگاه رادیویی هیپ‌هاپ بدون سانسور آنها، شید ۴۵، شد. دی‌جی گرین لنترن، دی‌جی Shady Records، برنامه خود را دریافت کرد، در حالی که دی‌جی ووو کید، دی‌جی G-Unit فیفتی سنت، میزبان "G-Unit Radio" در روزهای شنبه بود.

## اعضا

### اعضای کنونی
- امینم
- رویس دا فایو ناین
- کانوی د ماشین
- بوگی
- گریپ
- ایزی میل

### اعضای پیشین
- اوبی ترایس
- فیفتی سنت
- استات کو
- بابی کریک واتر
- کشیس
- یلاولف
- اسلاودر هوس
- دی ۱۲